# Distretto di Gulran
Il distretto di Gurlan è un distretto nel settore nordoccidentale della provincia di Herat, in Afghanistan. Confina a ovest con l'Iran, a nord con il Turkmenistan, a est con il distretto di Kushk e a sud con i distretti di Zinda Jan e Kohsan. La popolazione nel 2005 era stimata in 106.983 abitanti. Il centro amministrativo del distretto è Gulran. Nella regione non vi sono rilievi montuosi.